# Trespeus

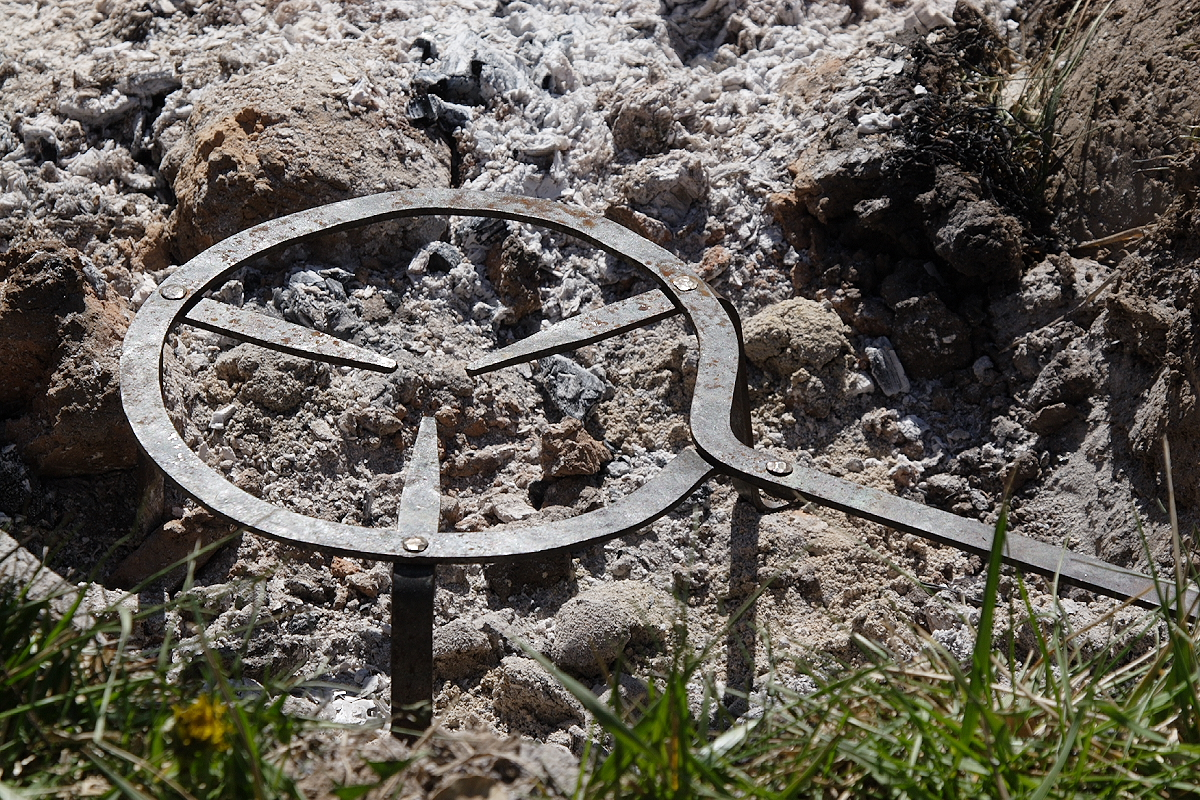
Trespeus

Un trespeus és un cèrcol d'acer sostingut per tres petges, emprat als laboratoris, sota el qual es fa foc i a damunt s'hi col·loquen recipients (vasos de precipitats, erlenmeyers…), etc., els continguts dels quals s'han d'escalfar per a produir una reacció química, per a evaporar el contingut, per a destil·lar-lo, etc. Els diàmetres més habituals oscil·len entre 90 i 150 mm.
També s'empra per a fer-hi foc a sota i col·locar al damunt l'olla o la paella per a coure el menjar.